# 新津郵便局
新津郵便局（にいつゆうびんきょく）
- 新潟県新潟市秋葉区にある郵便局。本記事にて記述する。

新津簡易郵便局（あらつかんいゆうびんきょく）
- 福岡県京都郡苅田町にある簡易郵便局。局番号は74855。

新津郵便局（にいつゆうびんきょく）は新潟県新潟市秋葉区にある郵便局。民営化前の分類では集配普通郵便局であった。

## 概要
住所：〒956-8799 新潟県新潟市秋葉区新津本町2-4-32

## 沿革
- 1872年（明治5年）旧9月 - 新津郵便取扱所として開設[1]。
- 1875年（明治8年）1月1日 - 新津郵便局（五等）となる。
- 1880年（明治13年）1月16日 - 為替取扱を開始。
- 1881年（明治14年） - 貯金取扱を開始。
- 1893年（明治26年）3月1日 - 新津郵便電信局となる。
- 1903年（明治36年）4月1日 - 通信官署官制の施行に伴い新津郵便局となる。
- 1952年（昭和27年）4月25日 - 新津市大字新津から、同市大字吉田に局舎を新築、移転[2]。
- 1959年（昭和34年）12月11日 - 新津新町郵便局の廃止[3]に伴い、取扱事務を承継。
- 1977年（昭和52年）11月 - 局舎新築落成。
- 1998年（平成10年）9月1日 - 外国通貨の両替および旅行小切手の売買に関する業務取扱を開始。
- 2006年（平成18年）9月25日 - 小須戸（こすど）郵便局から「956-01xx」区域の集配業務を移管[4]。
- 2007年（平成19年）10月1日 - 民営化に伴い、併設された郵便事業新津支店に一部業務を移管。
- 2012年（平成24年）10月1日 - 日本郵便株式会社の発足に伴い、郵便事業新津支店を新津郵便局に統合。

## 取扱内容
- 郵便、印紙、ゆうパック、内容証明
- 貯金、為替、振替、振込、国際送金、国債、投資信託
- 生命保険、バイク自賠責保険、自動車保険、がん保険、引受条件緩和型医療保険
- ゆうちょ銀行ATM
- 「956-00xx」「956-01xx」「956-08xx」区域（新潟市秋葉区の全域）の集配業務
- ゆうゆう窓口

## 周辺
- 新潟市秋葉区役所 新津行政サービスコーナー
- 新潟市立新津図書館
- 総合車両製作所新津事業所
- 新津川

## アクセス
- JR新津駅から南東へ約400m（徒歩約5分）
- 新潟交通観光バス、秋葉区区バス 本町二丁目停留所下車
- 磐越自動車道 新津ICから南西へ約2.5km
- 駐車場あり：20台